# Contarinia lolii
Contarinia lolii är en tvåvingeart som beskrevs av Metcalfe 1933. Contarinia lolii ingår i släktet Contarinia och familjen gallmyggor. Inga underarter finns listade i Catalogue of Life.